# بند ناگوگ باتک
بند ناگوگ باتک مربوط به سده‌های متاخر دوران‌های تاریخی پس از اسلام است و در شهرستان سرباز، بخش سرباز، دهستان سرباز، ۳ کیلومتری شرق روستای باتک واقع شده و این اثر در تاریخ ۲۷ اسفند ۱۳۸۶ با شمارهٔ ثبت ۲۲۶۳۵ به‌عنوان یکی از آثار ملی ایران به ثبت رسیده است.